# Neutropenija
Neutropenija je hematološki poremećaj kojeg karakterizira smanjen broj neutrofila (neutrofilnih granulocita) najvažnijeg tip bijelih krvnih stanica. Neutrofili čine 50-70% bijelih krvnih stanica u krvotoku gdje služe kao primarna obrana protiv infekcija uništavajću bakterije u krvi. Tako osobe sa smanjenim brojem neutrofila skloniji su bakterijskim infekcijama, i bez brzog liječenja mogu razviti životna opasna stanja (npr. neutropenična sepsa). Neutropenije mogu biti akutne i kronične, ovisno o trajanju bolesti, te tako neutropeniju koja traje dulje od tri mjeseca nazivamo kroničnom. Naziv neutropenije se često u govor zamjenjuje nazivom leukopenije (smanjen broj leukocita), zato što su neutrofili najznačajniji po ukupnom broju leukociti, iako je zparavo neutropenija jedna od varijanti leukopenije. Uzroci neutropenije se u grubo mogu podijelit na one kod kojih je smanjeno stvaranje u koštanoj srži i na one u kojoj je povećano uništavanja:
- smanjeno stvaranje u koštanoj srži:
  - aplastična anemija
  - maligna bolest
  - prirođeni poremećaji (npr. Kostmannov sindrom)
  - nedostatak vitamina B12, folata ili bakra
  - vanjski uzroci kao što su zračenje, lijekovi, trovanje (arsen)
- povećano uništavanje
  - autoimuna neutropenija
  - kemoterapija

|  | Molimo pročitajte upozorenje o korištenju medicinskih informacija. Ne provodite liječenje bez savjetovanja s liječnikom! |